# 辛格里納科查湖
13°39′40″S 71°09′38″W / 13.66111°S 71.16056°W
辛格里納科查湖（西班牙語：Laguna Singrenacocha），是秘魯的湖泊，位於該國南部庫斯科大區的基斯皮坎奇省，處於西維納科查湖西北面和科爾帕阿南塔山以北的韋爾卡努塔山脈地區，長3.82公里、寬0.88公里，海拔高度4,377米。